# Högaberg
Högaberg är en lägergård belägen utanför Örserum, som ligger mellan Gränna och Tranås. Fram till 2014 var det Frälsningsarméns Scoutförbunds lägergård. Gården fungerade även som sommarkollo.